# Кошкакарян, Хачик Саркисович
Ха́чик Сарки́сович Кошкакаря́н (Кошкаря́н) (арм. Խաչիկ Սարգսի Կոշկակարյան; 1908—1976) — армянский советский строитель, каменщик-кладчик. Герой Социалистического Труда (1958).

## Биография
Хачик Саркисович Кошкакарян родился в 1908 году в селе Хараз Эрзурумского вилайета Западной Армении, в семье каменщика. Когда Хачику было два года, его семья, с целью поиска работы для отца, переехала в город Карс, после чего — в город Ардаган. С началом Первой мировой войны семя Кошкакарянов переселилась в Грузии (в Российской империи), но через некоторое время, не найдя работу, вновь вернулась в Карс. В 1918 году, спасаясь от резни армян, Кошкакаряны переселились в город Краснодар, а в 1929 году переехали на постоянное жительство в Ереван.
Хачик Кошкакарян ещё с детства выбрал профессию каменщика. Свою трудовую деятельность он начал в 1929 году, когда по наставлению отца был устроен на работу на стройке табачной фабрики в Ереване как подсобный рабочий. По истечении двух лет Кошкакарян стал самостоятельным рабочим — каменщиком-кладчиком. Он участвовал в Стахановском движении, движении тысячников, был ударником труда, перевыполняя намеченные планы на 50—80 %. В 1932 году Кошкакарян вступил в ВКП(б)/КПСС.
С началом Великой Отечественной войны в 1941 году Хачик Кошкакарян отправился на фронт, где служил в качестве солдата-связиста до окончания войны в 1945 году.
После демобилизации Хачик Кошкакарян вернулся в Ереван и был устроен на работу в качестве каменщика в Ереванский строительный трест № 1 Министерства строительства Армянской ССР. Здесь Кошкакарян достиг высокой производительности труда, выполнив взятые обязательства на 200—250 %. При его участии были выполнены строительства многих ереванских зданий: Дворца пионеров, Армянского драматического театра имени Сундукяна, Центрального крытого рынка; жилых домов гаджевого завода, Заготзерно, Первой швейной фабрики имени Клары Цеткин; корпусов промышленных предприятий, в том числе Ереванского консервного завода; а также Монумента победы, подпорной базальтовой стены вдоль улицы Таманцев, набережной реки Гетар и многих мостов.
Указом Президиума Верховного Совета СССР от 9 августа 1958 года за выдающиеся успехи, достигнутые в строительстве и промышленности строительных материалов Хачику Саркисовичу Кошкакаряну было присвоено звание Героя Социалистического Труда с вручением ордена Ленина и золотой медали «Серп и Молот».
Хачик Кошкакарян также вёл активную общественную деятельность. Он дважды избирался депутатом Ереванского городского Совета, вёл профсоюзную работу, был членом Ереванского городского комитета КПСС. В течение своей трудовой деятельности Хачик Кошкакарян воспитывал новые кадры строителей.
Хачик Саркисович Кошкакарян скончался в 1976 году в Ереване. Похоронен в Ереванском городском пантеоне.

## Награды
- Герой Социалистического Труда (Указ Президиума Верховного Совета СССР от 9 августа 1958 года, орден Ленина и медаль «Серп и Молот») — за выдающиеся успехи, достигнутые в строительстве и промышленности строительных материалов[9].

## Комментарии
1. ↑  В Указе Президиума Верховного Совета СССР указана фамилия Кошкарян.